# Arifmetika ubijstva
Arifmetika ubijstva (Арифметика убийства) è un film del 1991 diretto da Dmitrij Svetozarov.

## Trama
In un appartamento comune a San Pietroburgo, è stato ucciso un bullo, che tutti odiavano. Nonostante il fatto che tutti avessero un movente per l'omicidio, tutti avevano un alibi. Un disabile locale sta cercando di aiutare l'investigatore a risolvere l'omicidio.